# Конкуре
Конкуре́ — река в Гвинее.
Длина реки — 303 км. Площадь бассейна около 15 000 км². Средний расход воды около 1000 м³/с. Исток расположен в центральной части страны, на плато Фута-Джаллон, неподалёку от города Конкуре. Впадает в бухту Сангарейя Атлантического океана на севере от столицы страны, города Конакри. На реке много порогов и водопадов, в том числе водопад высотой 411 м.
На реке построена плотина Гарафири, которая производит электричество. В будущем планируется построение ещё одной плотины на реке.